# Le Syndrome asthénique
Pour plus de détails, voir Fiche technique et Distribution.
Le Syndrome asthénique (Астенический синдром, Astenitcheskiy sindrom) est un film soviétique réalisé par Kira Mouratova, sorti en 1989. L'année suivante, le film remporte le Grand prix du jury de la Berlinale. En URSS, sa distribution sera fortement restreinte, car l'image de la société et du citoyen soviétique qu'il véhiculait ne correspondait pas au politiquement correct de l'époque. L'article avec les critiques du film dans le magazine Art du cinéma (Искусство кино) s'intitulait "Dieu est mort",.

## Synopsis
Deux histoires non liées entre elles si ce n'est par le désespoir qu'elles reflètent s'offrent au spectateur. Une mère de famille à la suite du décès de son mari et un instituteur brisé par les soucis personnels et professionnels se voient plongés dans une profonde dépression. Quelques scènes allégoriques comme celle d'une fourrière avec les chiens hurlant à mort ou du train qui emmène l'homme endormi au bout d'un tunnel noircissent encore le tableau.

## Fiche technique
- Titre : Le Syndrome asthénique
- Titre original : Астенический синдром (Astenitcheskiy sindrom)
- Réalisation : Kira Mouratova
- Scénario : Kira Mouratova, Aleksandr Chernykh et Sergueï Popov
- Photographie : Vladimir Pankov
- Pays d'origine :  Union soviétique
- Genre : Film dramatique
- Durée : 153 minutes
- Date de sortie : 1989

## Distribution
- Olga Antonova : Natacha
- Sergueï Popov : Nikolaï
- Galina Zakhurdayeva : Macha (Blonde)
- Natalya Buzko : Macha (Brune)
- Aleksandra Svenskaya : Professeur
- Pavel Polichtchuk : Iunikov
- Nikolai Semyonov : Docteur
- Victor Aristov : Principal de l'école
- Vladimir Konkine : épisode
- Vera Storojeva : secrétaire